# Loka
Loka est un terme sanscrit utilisé dans les religions du sous-continent indien qui désigne les différents plans d'existence des mondes du saṃsāra, de la cosmologie théologique. Le terme est usuel dans l'hindouisme, dans le bouddhisme et le jaïnisme.

## Bouddhisme

### Selon letheravada
Le mot "loka", dans le canon pali, est rapproché du verbe lujjati, se désintégrer (voir par exemple le Loka Sutta, Samyutta Nikaya, SN 35.82), bien que son étymologie courante le fasse dériver de la racine -lok-, voir (le monde est "ce qui est visible").
La cosmologie theravadine est proche de celle du brahmanisme. 
- Royaumes malheureux
  - Enfers
    - Huit enfers chauds,
    - Enfers périphériques,
    - Huit enfers froids,
    - Enfers éphémères,

  - Esprits pretta
    - Dont les tares sont extérieures,
    - Dont les tares sont internes,
    - Dont les tares sont particulières,

  - Royaume animal
  - Asuras, ou démons. Ces démons diffèrent des asuras des mondes heureux.

- Royaumes heureux
  - Manussa, le royaume des humains,
  - Royaume des quatre rois,
  - Royaume des 33 dieux,
  - Royaume de Yama deva, le roi des enfers,
  - Tusita, royaume du bonheur,
  - Nimmanarati, monde de devas "qui se réjouissent de leur propre création" ,
  - Dernier "paradis" du monde du désir ou svarga.

### Selon lebouddhisme vajrayâna
- Monde du désir
  - Démons
  - Esprit avides
  - Humains
- Monde de la forme
  - Titans
  - Dieux
- Monde du sans forme
  - Dieux, voir aussi : Dhyana

### Interprétations

#### Métaphysique
L'interprétation métaphysique repose sur la coproduction conditionnée, concept qui a évolué le long de l'histoire du bouddhisme. Les êtres renaissent bien après la mort ; ce phénomène est d'abord décrit comme instantané puis comme mettant en jeu une étape intermédiaire : les bardos, concepts du vajrayâna. Le concept de bodhisattva repose d'ailleurs sur une telle interprétation. 
Cette interprétation discute essentiellement le caractère impersonnel de ce qui renaît : il s'agit non d'une âme mais bien d'un processus psycho-physique.

#### Image
Nous renaissons à chaque instant comme démon ou comme humain ou comme dieu...
Cette interprétation note par exemple que les mondes célestes sont décrits par références aux différents jhanas. Une telle interprétation fut par exemple officiellement soutenue (par le roi) en Thailande. 
Cette interprétation est également populaire en occident.  

## Hindouisme
Aux yeux des hindous, le monde matériel n'est pas le seul, il est une partie d'une cosmographie plus élaborée. Selon les traditions et la littérature consultée, les Cieux peuvent contenir six royaumes et les enfers sept.
Selon la tradition védique trois mondes sont reconnus:
1) Le bhûr-loka est le monde matériel que nous connaissons (la Terre);
2) Le bhuvar-loka est l'atmosphère, un monde "supérieur", domaine de résidence des esprits et des génies, bons ou mauvais. Les Gandharva et les Apsara y habitent. C'est aussi le monde des devas (voir Divinités du Sanatana Dharma). 
3) Le svar-loka ou svarga-loka est les cieux, le monde des dieux, à un niveau encore supérieur de la hiérarchie. Il est en quelque sorte l'équivalent du Paradis chrétien.
Dans cette conception, les humains et leurs corps appartiennent au bhûr-loka.
Dans l'hindouisme, les trois mondes sont le ciel (svarga), la terre (bhûmi) et l'enfer (pâtâla).

## Jaïnisme
Dans la cosmographie du jaïnisme il y a trois niveaux :
- l'adho-loka : qui peut se traduire par le monde d'en-bas c'est-à-dire l'enfer ;
- le madhya-loka : le monde des humains ;
- le loka-akasa où vivent les divinités qui peut se traduire par le paradis[4].

Ces notions existaient environ 2000 ans av. J.-C.